# Skorpion II.
Skorpion II. war ein altägyptischer Herrscher (Pharao) der prädynastischen Zeit (0. Dynastie), welcher etwa um 3100 v. Chr. regierte. Ägyptologen schließen nicht aus, dass Skorpion II. zu jenen Königen gehörte, die eine vorübergehende regionale Einigung erwirken konnten.
Es bleibt jedoch unklar, welche Gebiete eventuell durch Skorpion II. vereint wurden. Hinzu kommt, dass die Regionen von Ober- und Unterägypten in der Prädynastik noch anders verteilt waren, weshalb eine sichere Aussage zu den beherrschten Gebieten der frühen Könige nicht getroffen werden kann. Von Skorpion II. selbst sind nur wenige Artefakte und Schriftzeugnisse erhalten. Skorpions genaue chronologische Position und Regierungsdauer bleibt aufgrund der Fundlage unsicher.

## Name, Identität und zeitliche Zuordnung

### Zum Namen

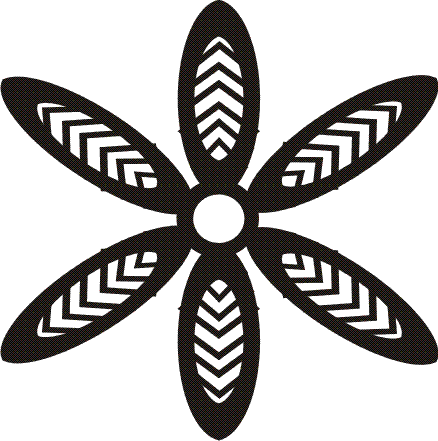
Die Goldrosette, das Symbol für „König“

Skorpions Name wird auf seinem Keulenkopf von einer sechsstrahligen Goldrosette eingeleitet, deren Symbolik und Herkunft Gegenstand intensiver Forschungen ist und in der Prädynastik zunächst als Allgemeinwappen für „König“ benutzt wurde. Ludwig David Morenz deutet die Goldrosette daher als zeitgenössisches Gegenstück zum besser bekannten Serech. Toby Wilkinson liest die Goldrosette ebenfalls als Symbol für „König“. Nach Thomas Schneider besitzt die Goldrosette zu Skorpions Zeit den Lautwert neb („Herr“), der neben „nesu“ als Titel für damalige Könige diente. Im weiteren Verlauf der altägyptischen Geschichte fand die Goldrosette als Wappen für die Göttin Seschat Anwendung.
Die Lesung und Deutung von Skorpions Namen ist mit Schwierigkeiten verbunden, da über die Übersetzung des Skorpionswappens zur Zeit von Skorpion II. mangels weiterer Belege nur spekuliert werden kann. Der Herrscher wird daher im Allgemeinen schlicht „König Skorpion II.“ genannt. Die Bedeutung von Skorpions Wappentier wird von einigen Ägyptologen mit der Göttin Selket in Verbindung gebracht. Deren Name ist allerdings erst seit den Pyramidentexten des Alten Reiches sicher bezeugt und wird mit „Selket/Serqet“ transliteriert und mit Srq.t transkribiert. Jan Assmann verweist in diesem Zusammenhang auf die vielschichtige Deutungsmöglichkeit eines abgebildeten Tieres. So kann einerseits der Skorpion direkt gemeint sein oder andererseits als Determinativ seine typischen Wesenszüge charakterisieren, wobei ohne zusätzliche Informationen unklar bleibt, ob ein Bezug auf eine einzelne Eigenschaft vorliegt oder ob alle Verhaltensweisen eines Skorpions mit dem Namen verbunden sind.
In der Ägyptologie ist außerdem strittig, ob Skorpions Name tatsächlich bereits als Horusname belegt ist. Die Aufschriften der aus Minschat Abu Omar stammenden Tongefäße liest Dietrich Wildung als Serech mit dem Namen „Horus Skorpion“, wobei er auf die zusätzlichen Vermerke „Diener des Horus Skorpion“ verweist. Zudem deutet Wildung die Abbildung eines geduckten Falken als Symbol des Horusnamens und der Gottheit Horus, die sich als Schriftzeichen im oberen Bereich des Serechs befindet.

### Identität und zeitliche Zuordnung

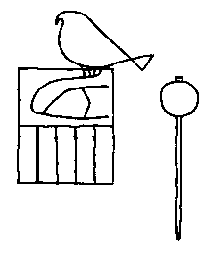
Gefäßritzung mit Skorpions Namen (Stark stilisierter Skorpion im Serech)

In der Ägyptologie ist die Existenz eines Herrschers „Skorpion“ umstritten. Weder Vorgänger noch Nachfolger von Skorpion II. können bisher zufriedenstellend nachgewiesen werden. Skorpions Name wird von einigen Ägyptologen in Zusammenhang mit der Goldrosette als Beiname von König Narmer gedeutet, da Narmer bereits einen festen Serechnamen führt. Der Kunst- und Bearbeitungsstil im Relief des Keulenkopfs von Skorpion zeigt zudem eine frappierende Ähnlichkeit mit der Dekoration des Prunkzepters von Narmer.
Günter Dreyer und Werner Kaiser sehen in ihm den Nachfolger des Ka und Vorgänger des Narmer. Jochem Kahl vermutet aufgrund der Fundlage ein geteiltes Oberägypten, in dessen südwestlicher Region Skorpion II. herrschte, während Narmer zeitgleich im nördlichen Oberägypten seine Regentschaft ausübte. Wolfgang Helck setzt dagegen aufgrund unsicherer Lesung vier weitere Königsnamen zwischen Skorpion II. und Narmer und ordnet Skorpion II. als letzten König einer „Hierakonpolis-Dynastie“ zu, die von König Iri als Begründer der nachfolgenden Thinitendynastie abgelöst wurde.
Toby Wilkinson betrachtet Skorpion II. hingegen als einen „Gegenkönig“ von Narmer und König Ka und vermutet neben Renée Friedman sowie Bruce Trigger, dass Skorpion II. in Hierakonpolis regiert hat, da sich die wenigen Funde auf ebendiese Region konzentrieren. Auch die Stiftung des Keulenkopfs an Hierakonpolis unterstreicht diese Annahme.

## Regierungszeit

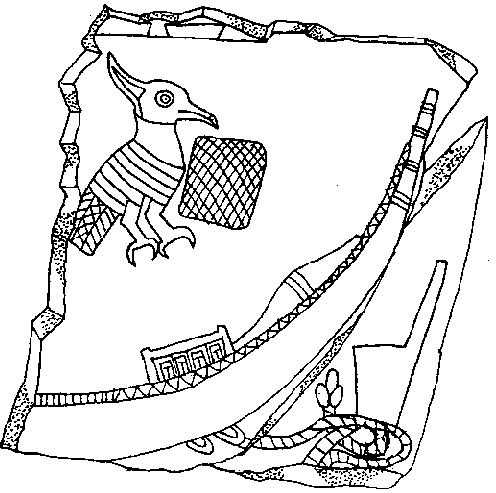
Rechit im Käfig (Kiebitzpalette)

Hinsichtlich der prädynastischen Gebietsaufteilung kann mit großer Wahrscheinlichkeit ausgeschlossen werden, dass unter Skorpion II. bereits ein festes Gebilde von Ober- und Unterägypten existierte und dass Oberägypten unterägyptische Regionen insgesamt eroberte, die eine großflächige Reichseinigung zur Folge hatten. Die rote Krone des Nordens, die später symbolisch Unterägypten kennzeichnete, stand in prädynastischer Zeit noch für den nördlichen Teil von Oberägypten, während die weiße Krone hauptsächlich von Königen im südlichen Oberägypten getragen wurde. Zudem markierten die Grenzen von Ober- und Unterägypten in dieser Epoche gegenüber dem späteren Verlauf noch völlig andere Gebiete, weshalb neben Narmer und Skorpion II. auch Lokalkönige ihren Regierungsanspruch geltend machten.
Die zahlreichen Siegesstandarten im Dekor des Keulenkopfes lassen die Annahme zu, dass Skorpion II. einen Teil der ägyptischen Gebiete unter seine Kontrolle bringen konnte. Wahrscheinlich wurden die meisten der hinzugewonnenen Provinzen friedlich eingemeindet. Ob Skorpion II. tatsächlich in allen nördlichen Rechit-Provinzen Gewalt anwenden musste, bleibt dabei unklar. In der Ägyptologie wird in diesem Zusammenhang die Frage diskutiert, ob die Rechit zu Skorpions Zeiten feste Gebiete im Nildelta besaßen oder ob die aufgeknüpften Kiebitzvögel allgemein für „Gefangene, Untertanen“ sowie „Rebellen“ stehen. Der Triumph über die „Rebellen“ ist auf dem Keulenkopf wiedergegeben: An von Göttersymbolen und Totemtieren geführten Gau-Standarten sind Kiebitzvögel aufgeknüpft.
Einer der größten Wirtschafts- und Machtfaktoren werden wohl die Bewässerungsanlagen gewesen sein, deren Entwicklung und Nutzung unter Skorpion II. ihren ersten Höhepunkt erreicht haben dürften. Michael Allen Hoffman verweist unter Berufung auf die Dissertationen von Karl W. Butzer auf die Zunahme von Hinweisen auf Anlegung und Nutzung künstlicher Bewässerungssysteme; nicht nur auf dem königlichen Keulenkopf. Bewässerungsanlagen erlaubten einen erweiterten Anbau von Getreide, Gemüse und die Aufzucht von Nutzvieh.

## Mögliche Grabanlagen
Das Grab des Skorpion II. gilt bislang als unentdeckt, jedoch werden auf spekulativer Basis zwei bislang nicht zugeordnete Grabstätten als mögliche Gräber in Betracht gezogen. Günter Dreyer sieht in der in der abydenischen Nekropole Umm el-Qaab gelegenen Grabanlage „B50“ eine mögliche Begräbnisstätte. Grab „B50“ ist eine fast quadratische Kammer, die durch eine kreuzförmige Lehmziegelmauer in vier Räume aufgeteilt ist. Sie liegt sehr nahe an den Grabanlagen der Könige Ka und Aha.
Als weitere Möglichkeit wird von Michael Allan Hoffman ein Grab in der Nekropole von Hierakonpolis (HK6, Grab 1) in Betracht gezogen. Dieses besteht aus Lehmziegelmauern in einer Grube und war ursprünglich mit Holzplanken bedeckt. Das 3,5 m × 6,5 m große und 2,5 m tiefe Grab konnte auf den Zeitraum zwischen 3105 und 2945 v. Chr. datiert werden. Für keines der Gräber gibt es einen schlüssigen archäologischen Beleg für die Zuordnung.

## Funde und ihre Auswertungen

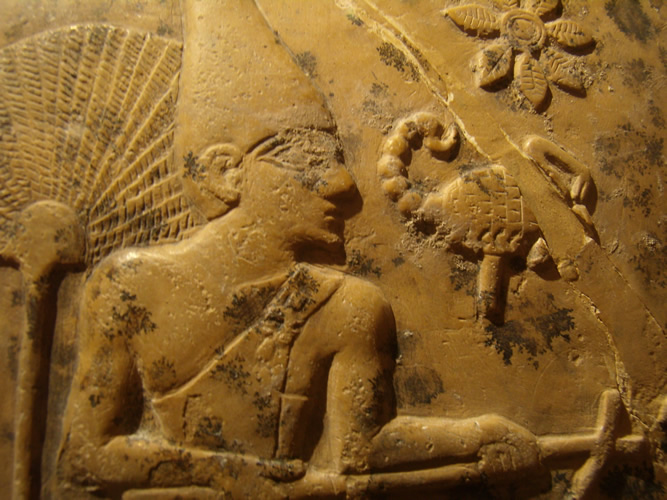
Keulenkopf des Skorpion II., Bild des Herrschers

Keulenkopf des Skorpion II.

### Der Keulenkopf des Skorpion II.
Das bekannteste Artefakt, das zugleich als Einziges mit absoluter Sicherheit Skorpion II. zugeordnet werden kann, ist der so genannte „Keulenkopf des Skorpion II.“ aus dem „Schatzdepot“ von Hierakonpolis, auf dem ein König mit der weißen Krone Oberägyptens zu erkennen ist. Vor seinem Gesicht ist ein Skorpion zu sehen, weshalb anzunehmen ist, dass dadurch der Name des Königs dargestellt werden sollte. Direkt über dem Skorpion befindet sich eine sechsstrahlige Goldrosette. Der Keulenkopf ist zwar an seiner Oberfläche stark beschädigt, doch der Großteil der in erhabenen Reliefs gearbeiteten Dekoration ist sehr gut erhalten. Die dargestellte Szene ist recht komplex und bietet wertvolle Informationen zu Skorpion II.
Zu sehen ist Skorpion II., der eine große Stielhacke in den Händen hält. Begleitet wird er von mehreren Getreuen, von denen der Vordere die ausgehobene Erde aufsammelt oder nach anderer Interpretation Samenkörner auswirft. Der hintere, teilweise bereits in einer Bruchkante verlorene Getreue trägt eine riesige Getreidegarbe. In einem oberen Register ist eine Parade von Standartenträgern zu sehen, die dem König vorausgeht. Hinter dem König befinden sich zwei Wedelträger, die dem Herrscher Schatten spenden. Dahinter wiederum sind zwei Register dargestellt, das obere zeigt einen Priester vor einer Reput-Sänfte. Das untere Register zeigt Papyrusdickicht und eine Parade von tanzenden und singenden Frauen. Die gesamte Keulenkopf-Szenerie ist Gegenstand zahlreicher und kontroverser Deutungen. Vladimir Vikintiev und Krzysztof Marek Ciałowicz halten eine Zeremonie im Zusammenhang mit dem Sedfest für möglich. Elise Jenny Baumgartel und Ludwig David Morenz vermuten dagegen ein Gründungsfest zu Ehren der neuen Tempelanlage von Nechen oder Buto.
Im obersten Fenster des Keulenreliefs ist eine Aufreihung von Götterstandarten zu sehen, an denen die Rechit aufgehängt wurden. Auf der gegenüberliegenden Seite des Keulenkopfs sind bruchstückhaft Jagdbögen erhalten. Auf den Standarten sind Gottheiten wie Seth, Min und Nemti postiert. Ciałowicz ist überzeugt, eine zweite Königsfigur, diesmal mit der roten Krone, nachweisen zu können. An der Stelle auf dem Keulenrelief, wo sich die Kiebitz- und Bogenstandarten begegnen, ist eine weitere Goldrosette erhalten, zusammen mit einem winzigen Rest einer Spirale, wie sie typisch für die „rote Krone des Nordens“ ist. In diesem Falle wäre der Keulenkopf des Skorpion II. der bislang früheste Beleg für einen König mit Roter Krone, noch vor Narmer.

### Weitere Funde
In der östlichen Region von Sais wurde das Bruchstück einer Barken-Schieferpalette gefunden, die in die Zeit der Könige Skorpion II. und Ka (um 3100 v. Chr.) datiert wird. Aufgrund der detaillierten Darstellung eines gefesselten Kiebitzes, der auf dem Bootsdeck mit dem Determinativ eines Käfigs über dem Bug abgebildet ist, wird der Fund „Kiebitzpalette“ genannt. Der Herkunftsort konnte bislang jedoch nicht ermittelt werden. Der Keulenkopf und Kiebitzpalette gehören zudem zu den frühesten Dokumenten über die Rechit.
Felsritzungen nahe dem zweiten Nilkatarakt zeigen Skorpion II. beim Abtransport nubischer Feinde, emblematisch ausgewiesen durch Jagdbögen und Straußenfedern auf dem Kopf. Zu sehen ist eine riesige Skorpionsfigur, die über getötete Nubier hinweg schreitet. Die Getöteten erkennt man daran, dass sie kopfüber dargestellt sind. Vor dem Skorpion steht eine Figur mit Stutzbart und Zeremonienmesser, die als Königsfigur interpretiert wird. Die Figur hält einen langen Strick in der Hand, an der gefangene Nubier angebunden sind. Der Sieg über die Nubier ist auch auf dem Keulenkopf festgehalten: Die bereits beschriebenen Jagdbögen sind das typische Attribut der Nubier zu dieser Zeit. Skorpion II. dehnte sein Reich also auch gen Süden hin aus.
| N24 |

| N24 |

Bei Nag el-Hamdulab, nördlich von Assuan, befindet sich ein Ende des 19. Jahrhunderts entdecktes und 2008 wieder aufgefundenes Felsbild, das eine Darstellung eines Königs der späten prädynastischen oder der frühdynastischen Zeit zeigt. Da das Bild keinerlei hieroglyphische Texte aufweist, ist unklar, welcher König hier tatsächlich abgebildet wurde. Allerdings weist die Szene sowohl kompositorisch als auch stilistisch sehr starke Parallelen zum Keulenkopf von Skorpion II. sowie zum Keulenkopf und zur Palette des Narmer auf, wodurch es plausibel erscheint, dass einer dieser beiden Herrscher abgebildet ist. Das Felsbild zeigt eine nach links blickende männliche Person, die einen Stab hält und durch eine hohe weiße Krone und einen spitzen Bart als König identifiziert wird. Hinter dem Herrscher steht ein Wedelträger und vor ihm ein Hund und zwei Standartenträger. Diese königliche Darstellung wird von fünf Booten umrahmt.

## Moderne Rezeption
Der britische Schriftsteller und Literaturnobelpreisträger William Golding veröffentlichte 1971 einen Kurzroman mit dem Titel The Scorpion God (deutsch: Der Skorpion-Gott, gemeinsam mit zwei weiteren Kurzromanen 1974 unter dem Titel Der Sonderbotschafter erschienen). In diesem porträtiert er auf absurd-ironische Weise das Leben am Hof eines frühen ägyptischen Herrschers. Der alternde Herrscher (im Roman nur „Großes Haus“ – Pharao – genannt) will seine göttliche Macht durch einen Sedfest-Lauf erneuern, stürzt dabei jedoch. Zudem ist die Thronfolge nicht gesichert. Der König hat eine sehr attraktive Tochter, die gemäß ägyptischer Tradition ihren noch im Kindesalter befindlichen Bruder heiraten soll, der dazu aber nicht die mindeste Lust hat. Die Königstochter versucht nun durch einen erotischen Tanz ihren Vater zu verführen, was aber misslingt, da dieser längst impotent ist. Der König vergiftet sich daraufhin und sein Hofstaat folgt ihm freudig in den Tod. Der einzige der sich weigert ist jemand, der nur als „Lügner“ bezeichnet wird. Ironischerweise handelt es sich bei ihm um die einzige Person, welche die Geschehnisse des Romans mit den Augen eines rational denkenden Menschen sieht.
In dem 2001 erschienenen US-amerikanischen Spielfilm Die Mumie kehrt zurück wurde die Figur des Scorpion King, eines frühen ägyptischen Kriegers und späteren Königs eingeführt. Dieser erhielt 2002 mit The Scorpion King einen eigenen Spielfilm, welchem bis 2015 drei Fortsetzungen als Direct-to-DVD-Veröffentlichungen folgten. Außer seiner zeitlichen Verortung hat dieser König allerdings nichts mit dem historischen Herrscher Skorpion gemeinsam und insbesondere bei den Scorpion-King-Filmen handelt es sich um Fantasy-Werke, die sich an historischen und mythologischen Versatzstücken verschiedenster Kulturen des Mittelmeerraums und des Nahen Ostens bedienen.